# Puszcza

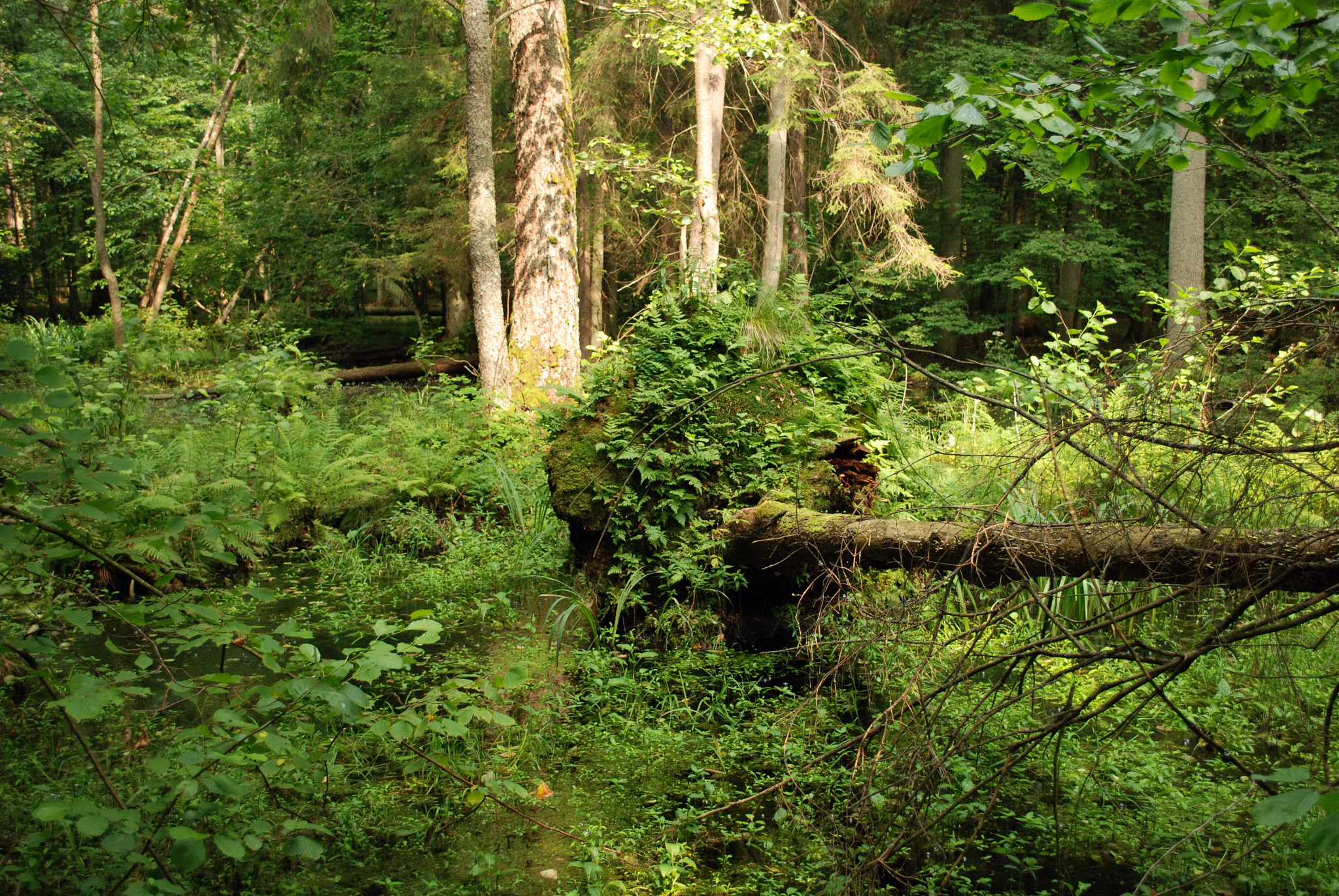
Fragment rezerwatu ścisłego w Puszczy Białowieskiej

Puszcza (dawniej pustkowie lub dzicz) – wielki, niezamieszkany przez ludzi obszar porośnięty lasami lub borami. Pierwotne puszczańskie drzewostany były bardzo bogate pod względem składu gatunkowego i struktury warstwowej. Rosły tam nie tylko stare, potężne drzewa, ale również wiele krzewów, mniejszych, osłoniętych od światła drzew, bogate runo oraz młode drzewa, które urosły między leżącymi pniami.
Obszar Polski porastała niegdyś puszcza, ciągnąca się od stepów wschodu po zachodnioeuropejskie lasy liściaste. Lasy te były bogate w zwierzynę. Żyły w nich m.in. tury, żubry, niedźwiedzie, łosie, wilki, rysie oraz żbiki.

## Zestawienie puszcz w Polsce
Zestawienie puszcz w Polsce wg Państwowego Rejestru Nazw Geograficznych. 
- Puszcza Augustowska
- Puszcza Barlinecka (Gorzowska)
- Puszcza Biała
- Puszcza Białowieska
- Puszcza Bieniszewska
- Puszcza Bolesławiecka (część Borów Dolnośląskich)
- Puszcza Bolimowska
- Puszcza Borecka
- Puszcza Bukowa
- Puszcza Bydgoska
- Puszcza Darżlubska
- Puszcza Dębowa
- Puszcza Drawska
- Puszcza Goleniowska
- Puszcza Gorzowska
- Puszcza Harcerska
- Puszcza Iłżecka
- Puszcza Jaworowa
- Puszcza Jodłowa
- Puszcza Kamieniecka
- Puszcza Kampinoska
- Puszcza Kaszubska
- Puszcza Kliczkowska
- Puszcza Knyszyńska
- Puszcza Koszalińska
- Puszcza Kozienicka
- Puszcza Kurpiowska
- Puszcza Ladzka
- Puszcza Lubniewicka
- Puszcza Lubuska
- Puszcza Mariańska
- Puszcza Mielnicka
- Puszcza nad Gwdą
- Puszcza Nidzicka
- Puszcza Niepołomicka
- Puszcza Notecka
- Puszcza Osiecznicka
- Puszcza Piaskowa
- Puszcza Pilicka
- Puszcza Piska
- Puszcza Pyzdrska
- Puszcza Radłowska
- Puszcza Romincka
- Puszcza Rzepińska
- Puszcza Sandomierska
- Puszcza Sfurska
- Puszcza Słupska (zob. Równina Słupska)
- Puszcza Solska
- Puszcza Stromiecka
- Puszcza Szczaniecka
- Puszcza Świętokrzyska
- Puszcza Wierzchucińska
- Puszcza Wkrzańska
- Puszcza Zielonka